# Fausto Sabeo
Fausto Sabeo (Chiari, 1475 circa – Roma, 15 ottobre 1559) è stato un umanista, poeta e scrittore italiano, bibliotecario, studiò lettere a Bologna.
Leone X lo chiamò a Roma alla Biblioteca Vaticana, poi lo mandò anche in Inghilterra e in Irlanda, al fine di cercare libri, per la sua Biblioteca; il Sabeo non ricavò molti vantaggi da questo lavoro. Dopo la morte di Leone X, fu alle dipendenze di altri pontefici. Fu apprezzato da Enrico II, al quale il Sabeo dedicò i suoi cinque libri di Epigrammi e il re gli offrì in dono una collana del valore di duecento scudi.
A Fausto Sabeo è intitolata la Biblioteca comunale di Chiari, in provincia di Brescia

## Opere
Il Sabeo scrisse Epigrammatum libri quinque ad Henricum regem Galliae; Picta poesis ovidiana; In Celsi Archelai Melini funere amicorum lacrymae; Fuga Virginis Mariae; Juliae Virginis agon; Cosmografia.
In occasione della morte di Ambrogio Catarino Politi, Il Sabeo scrisse questi versi in sua lode: Sacrati hoc cineres tumulo: pia ossa quietem assiduos fluctus post maris huius habent. Cuius erant, cernes in caelo nomen astrum, si virtus rupto carcere in astra volat.